# 작은검은문둥이박쥐
작은검은문둥이박쥐(Eptesicus andinus)는 애기박쥐과에 속하는 박쥐의 일종이다. 식충성 박쥐로 해발 100m부터 3300m 사이의 콜롬비아와 에콰도르, 페루, 베네수엘라에서 발견되며, 볼리비아에서 서식하는 것으로 추정하고 있다.